# Roman Protasevitsj
Roman Dmitrijevitsj Protasevitsj (Russisch: Роман Дмитриевич Протасевич, Wit-Russisch: Раман Дзмітрыевіч Пратасевіч) (Minsk, 5 mei 1995), is een Wit-Russische journalist en activist. Hij is een voormalig hoofdredacteur van het Telegramkanaal Nexta, alsook de hoofdredacteur van het Telegramkanaal Belarus of the Brain. Op 23 mei 2021 werd Protasevitsj door de Wit-Russische regering aangehouden nadat zijn lijnvlucht in het Wit-Russische luchtruim was onderschept door een Wit-Russische straaljager en naar Minsk was gedirigeerd om te landen.

## Privéleven
Protasevitsj is geboren op 5 mei 1995 in Minsk. Hij verhuisde in 2019 naar Polen. Hij had een relatie met de Russische staatsburger Sofia Sapega, die met hem meereisde en op 23 mei 2021 ook door de Wit-Russische autoriteiten werd aangehouden. Sapega is geboren in de Russische stad Vladivostok, maar heeft het grootste deel van haar leven in Wit-Rusland doorgebracht. Ten tijde van haar arrestatie studeerde ze internationaal recht aan de Europese universiteit voor Geesteswetenschappen in Vilnius. In mei 2022 verscheen op een Telegramkanaal een trouwfoto van Protasevitsj met een andere vrouw, wier gezicht onherkenbaar was gemaakt.

## Levensloop

### Oppositie-activisme in Wit-Rusland (2011-2019)
Protasevitsj werd al op jonge leeftijd actief bij de oppositie tegen het regime-Loekasjenko; hij nam begin 2010 deel aan protesten. Sinds 2011 is hij lid van de oppositieorganisatie Jong Front. Hij was medebeheerder van een belangrijke groep op het sociale netwerk VKontakte die oppositie voerde tegen president Aleksandr Loekasjenko, totdat deze groep in 2012 door de autoriteiten werd gehackt. Hij was een maand lang aanwezig bij de Euromaidan-protesten. Hij studeerde journalistiek aan de Wit-Russische Staatsuniversiteit in Minsk, maar werd in 2018 verwijderd.
In 2017 werd hij beschuldigd van deelname aan een ongeoorloofd evenement in Kurapaty, maar hij wist in de rechtbank te bewijzen dat hij een alibi had voor die dag. Hij werkte in de Wit-Russische media als journalist en fotograaf. Hij werkte ook voor de Wit-Russische editie van Radio Free Europe/Radio Liberty. In 2017-18 was hij als onafhankelijk journalist een Václav Havel Fellow in Journalism in Praag geweest, mede gesponsord door die omroep. Vanaf maart 2019 was hij fotograaf voor Euroradio.fm. Hij fotografeerde de ontmoeting van bondskanselier Sebastian Kurz van Oostenrijk met de Wit-Russische premier Sergey Rumas in Minsk. Ook fotografeerde hij Alexandr Loekasjenko minstens één keer tijdens de Europese Spelen 2019. Naast foto's maakte hij voor Euroradio ten minste één videoreportage over Tsjetsjeense vluchtelingen die via Wit-Rusland naar de EU proberen te trekken.

### Oppositie tijdens ballingschap (2019-2021)
In 2019 verhuisde Protasevitsj naar Polen. Op 22 januari 2020 kondigde hij aan dat hij politiek asiel in Polen had aangevraagd.
Vanaf 2020 leidde Protasevitsj samen met de medeoprichter Sciapan Pucila (Stepan Putilo) het Telegramkanaal Nexta. Nadat de Wit-Russische autoriteiten in augustus 2020 hadden geprobeerd de internettoegang tijdens de presidentsverkiezingen van 2020 uit te schakelen, werd Nexta een van de belangrijkste bronnen van informatie over de protesten tegen de vermeende verkiezingsfraude en begon het de protesten in Wit-Rusland in 2020 en 2021 te coördineren. Het kanaal had in een week tijd bijna 800.000 nieuwe abonnees. In september 2020 verliet Protasevitsj Nexta.
Op 5 november 2020 werden Protasevitsj en Pucila beschuldigd van het organiseren van massale rellen (artikel 293 van het Wit-Russische wetboek van strafrecht), handelingen die een grove schending zijn van de openbare orde (artikel 342) en het aanzetten tot sociale vijandschap op basis van beroepsmatige affiliatie (artikel 130, lid 3). Op 19 november heeft de Wit-Russische KGB hen op de "lijst van organisaties en personen die betrokken zijn bij terroristische activiteiten" geplaatst, wegens "massale onlusten".
Op 2 maart 2021 kondigde Protasevitsj aan dat hij was gaan werken voor het Telegramkanaal Belarus of the Brain, dat voorheen werd beheerd door een gedetineerde blogger, Ihar Losik.

### Beschuldigingen over betrokkenheid bij het Azovbataljon
Volgens de BBC hebben de Wit-Russische autoriteiten geprobeerd Protasevitsj af te schilderen als een "extremist met rechtse sympathieën" om "de zaak te vertroebelen" wat zijn detentie betreft. De door de Wit-Russische president uitgegeven staatskrant, Belarus Segodnya, heeft beweerd dat Protasevitsj een huurling was die "in Oost-Oekraïne heeft gevochten met het nationalistische Azovbataljon, dat beschuldigd wordt van neonazistische banden". Protasevitsj heeft eerder gezegd dat hij als journalist en fotograaf een jaar in Oekraïne heeft doorgebracht om de oorlog in Donetsk te verslaan. Azovbataljonoprichter Andriy Biletsky schreef dat Protasevitsj "daadwerkelijk heeft gevochten met het Azovbataljon en andere eenheden tegen de bezetting van Oekraïne, maar als journalist was zijn wapen niet het machinegeweer, maar het woord" en dat hij gewond raakte bij de Slag bij Shyrokyne in 2015. De vader van Roman beweerde in een interview met de zender Nastoyashee Vremya dat zijn zoon in het Donetsbekken aan de zijde van het Oekraïense leger vocht. Later ontkende hij deze beweringen.
Op 27 mei 2021 opende de Volksrepubliek Loegansk, een niet-erkende staat en deelnemer aan de oorlog in het Donetsbekken, een strafzaak tegen Protasevitsj op beschuldiging van "het plegen van een aantal bijzonder ernstige misdrijven, die tot uiting kwamen in de beschieting van nederzettingen van de Volksrepubliek Donetsk, waarbij burgers gedood of gewond werden en civiele infrastructuur werd vernield en beschadigd". Zij beweerden dat Protasevitsj tijdens zijn verblijf bij het Azovbataljon zware wapens had gebruikt, waarbij met name MT12-kanonnen, D-30 houwitsers, mortieren en luchtafweergeschut werden genoemd.

### Ryanair-vlucht 4978en arrestatie
Op 23 mei 2021 werd Ryanair-vlucht 4978 (Athene-Vilnius), met Protasevitsj aan boord, in het Wit-Russische luchtruim onderschept door een Wit-Russisch gevechtsvliegtuig en door de Wit-Russische luchtverkeersleiding omgeleid naar de nationale luchthaven Minsk. Dit gebeurde onder het voorwendsel dat er een bom aan boord zou zijn. Terwijl hij in Athene was, stuurde Protasevitsj berichten via Telegram waarin hij zei dat hij op de luchthaven een kale man had gezien die hem volgde en foto's van hem nam. De Litouwse luchthavenautoriteiten verklaarden dat zij niet op de hoogte waren gebracht van een bommelding en dat de reden voor de omleiding een conflict was tussen een passagier en een bemanningslid. Het vliegtuig veranderde van koers net voordat het het Litouwse luchtruim zou zijn binnengekomen. Volgens een getuige die door Reuters werd geciteerd, gaf Protasevitsj, toen hij hoorde van de omleiding naar Minsk, onmiddellijk een deel van zijn bagage aan zijn vriendin. In Minsk werden Protasevitsj en zijn uit Rusland afkomstige vriendin, de rechtenstudente Sofia Sapega, uit het vliegtuig gehaald en gearresteerd. Er werd geen bom aan boord gevonden. Ondanks het feit dat het vliegtuig dichter bij Vilnius was, gaf de Wit-Russische president Alexandr Loekasjenko volgens zijn persdienst persoonlijk opdracht het vliegtuig om te leiden naar Minsk en stuurde hij een MiG-29-gevechtsvliegtuig van de Wit-Russische luchtmacht om het te begeleiden.
Volgens een vertegenwoordiger van Ryanair die door de Russische krant Novaya Gazeta wordt geciteerd, was het de Wit-Russische luchtverkeersleiding die de vliegtuigbemanning over de dreiging inlichtte en hen opdroeg de koers naar Minsk te wijzigen. In de Wit-Russische gemeenschap voor vliegtuigspotting werd een video geplaatst waarop de onderscheppende MiG-29 te zien zou zijn die was uitgerust met luchtdoelraketten.
Kort na de landing in Minsk werd Protasevitsj meegenomen door de Wit-Russische politie. Een medepassagier zou Protasevitsj hebben horen spreken over de mogelijkheid dat hem de doodstraf zou worden opgelegd, iets waarvoor de verbannen Wit-Russische oppositieleider Svetlana Tichanovskaja diezelfde dag al had gewaarschuwd. Op de aanklacht van massale onlusten tegen Protasevitsj zou een gevangenisstraf van maximaal 15 jaar kunnen staan. Hij was naar Athene gereisd om verslag te doen van een bezoek van Tsikhanouskaya aan het Delphi Economic Forum, een internationaal forum in Griekenland.
De dag na de arrestatie bracht de Wit-Russische staatstelevisie een video van Protasevitsj uit, met donkere markeringen op zijn voorhoofd, waarin hij verklaarde dat hij zou bekennen protesten te hebben georganiseerd en dat hij geen gezondheidsproblemen had, na onbevestigde berichten over een hartaandoening. De vader van Protasevitsj zei dat de video geforceerd overkwam en dat zijn neus gebroken leek, terwijl bondgenoten van Protasevitsj, onder wie de verbannen oppositieleidster Svetlana Tichanovskaja, zeiden dat de video "laat zien hoe Roman er onder fysieke en morele druk uitziet". Het mensenrechtencentrum Viasna en andere Wit-Russische mensenrechtenorganisaties noemden Protasevitsj in een gezamenlijke verklaring een politieke gevangene en eisten zijn onmiddellijke vrijlating. Amnesty International riep op tot de vrijlating van Protasevitsj en zijn vriendin Sofia Sapega, en zei: "Hun arrestatie is willekeurig en onwettig, en de omstandigheden zijn niets minder dan afschuwelijk".
De autoriteiten hebben de ouders en een ingehuurde advocaat, Inessa Olenskaya, belet Roman te bezoeken en informatie te verkrijgen over zijn verblijfplaats en gezondheid. Op 26 mei 2021 had Olenskaya hem nog niet ontmoet. Zij heeft geen toegang gekregen tot de SIZO nr. 1-gevangenis in Minsk en is niet teruggebeld door de ambtenaren van de onderzoekscommissie, een onderdeel van de KGB (Wit-Rusland). De afdeling Minsk van de onderzoekscommissie heeft het proces van ondertekening van de tenlastelegging vertraagd, en het SIZO-personeel beweerde later dat Protasevitsj niet bij hen in hechtenis zit. Op 27 mei 2021 gaf zijn moeder een persconferentie, waarin zij om medische hulp voor Roman vroeg. Zij vertelde geen informatie te hebben ontvangen over Romans verblijfplaats en verklaarde dat zij hem via een advocaat geen noodzakelijke dingen en berichten kon sturen. Olenskaya diende een formele klacht in bij de procureur-generaal van Wit-Rusland omdat zij haar cliënt niet mocht bezoeken en diende een verzoek in om Roman medisch te laten onderzoeken. Volgens Romans grootouders bezocht op 23 mei iemand hen die zich voordeed als "Romans eerste advocaat" en tevergeefs vroeg om een document te ondertekenen dat hen tot wettelijke vertegenwoordiger van Roman maakte. Op 28 mei 2021 werd bekend dat advocaat Inessa Olenskaya een bezoek had gebracht aan Protasevitsj. Zij zei daarover: "Alles is goed, hij is in goeden doen, positief en vrolijk".
Eind juni werden Roman en Sofia in Minsk onder huisarrest geplaatst.

### Veroordeling en gratie
In april 2023 werd Protasevitsj veroordeeld tot acht jaar cel vanwege zijn rol bij de massale protesten in 2020, maar op 22 mei 2023 deelde het Belarussische staatspersbureau Belta mee dat hij gratie had gekregen. Protasevitsj had zijn verzet al snel na de arrestatie opgegeven, had zijn toon veranderd, had herhaaldelijk bekentenissen afgelegd en spijt betuigd, leek mee te werken met de autoriteiten en sprak zijn dankbaarheid uit jegens Loekasjenko. Inmiddels was hij blijkens een foto op Telegram getrouwd met een onbekende vrouw,  terwijl de tot zes jaar veroordeelde Sofia Sapega wachtte op mogelijke uitlevering aan Rusland. Omdat de achtergrond niet duidelijk was, riep de gratieverlening speculaties op over uitgeoefende druk om hem met de overheid te laten meewerken. Protasevitsj kon daarvoor uit angst zijn gezwicht. Hier en daar werd zelfs geopperd dat hij misschien als infiltrant namens de overheid binnen de oppositie had gefungeerd.

## Arrestatie, veroordeling en gratie Sofia Sapega

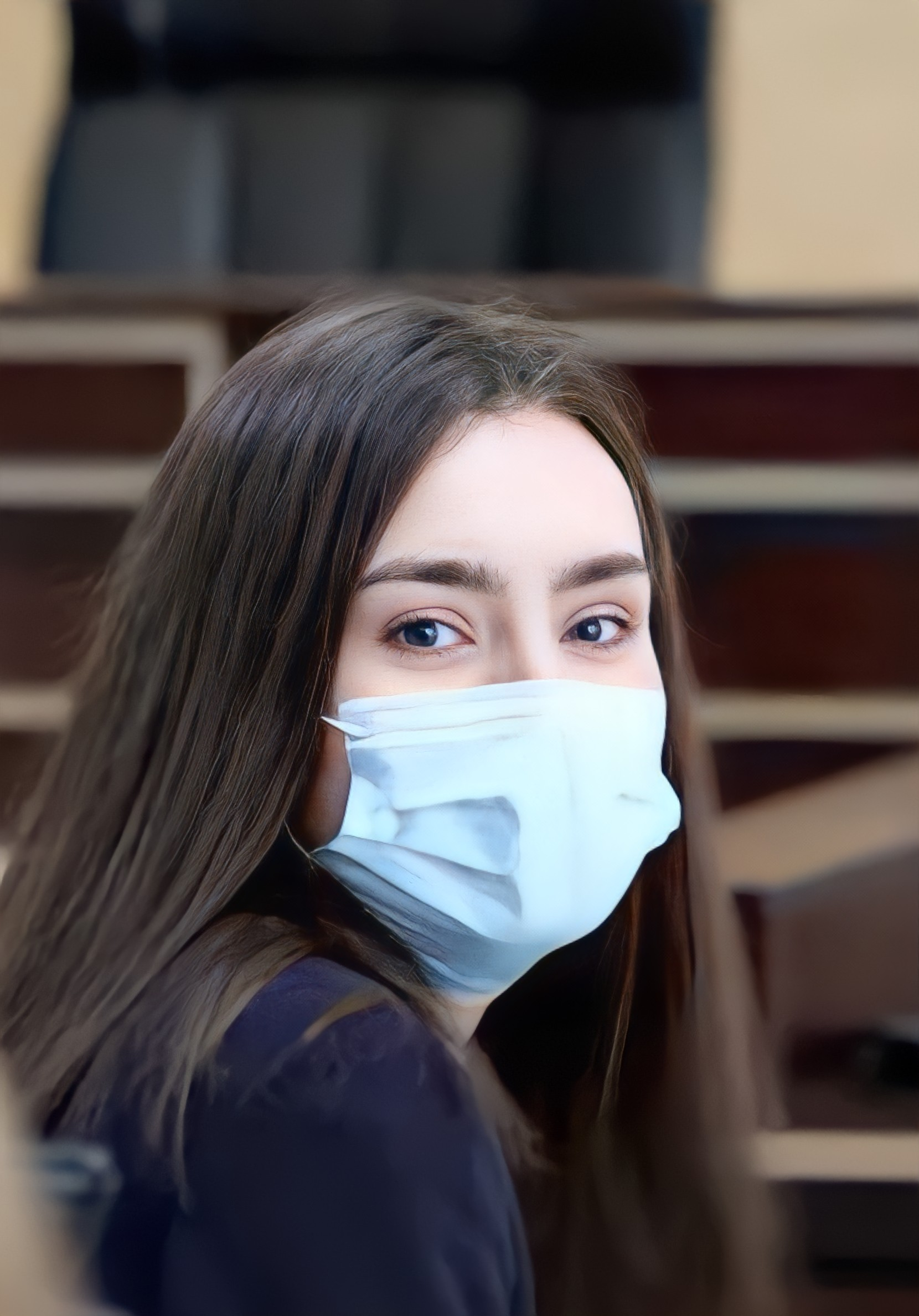
Sofia Sapega tijdens de rechtszaak in mei 2022.

Protasevitsj' Russische vriendin Sofia Sapega (Vladivostok, 10 februari 1998) werd ook gearresteerd op Ryanair-vlucht 4978. Zij werd voor twee maanden in voorlopige hechtenis genomen. Volgens het Russische ministerie van Buitenlandse Zaken werd Sapega beschuldigd van het overtreden van de Wit-Russische wet in augustus en september van 2020, zonder dat details werden gespecificeerd over de wetten die ze zou hebben overtreden. In een door de Wit-Russische autoriteiten vrijgegeven video bekende zij dat zij redactrice was van Zwartboek van Wit-Rusland, een kanaal van Telegram dat persoonlijke informatie van veiligheidsfunctionarissen heeft gepubliceerd. Het wordt door Wit-Rusland als een extremistische groepering beschouwd. Protasevitsj distantieerde zich van haar en verklaarde dat ze zijn vriendin niet was. Sapega's moeder en verschillende van haar studiegenoten vertelden BBC News dat zij niet betrokken was bij de protesten in Wit-Rusland in 2020 en 2021, en dat zij sinds augustus 2020 in Vilnius woont. In een toespraak in de Nationale Vergadering op 26 mei 2021 bestempelde Loekasjenko Protasevitsj en Sapega als "agenten van de westerse inlichtingendiensten".
In mei 2022 werd Sapega veroordeeld tot zes jaar gevangenisstraf op beschuldiging van "haatzaaien". De inmiddels getrouwde Protasevitsj noemde dat in een blogpost "haar verdiende loon". Ze vroeg in een aan Loekasjenko gerichte brief om gratie, of anders uitlevering aan Rusland om dichtbij haar familie te kunnen zijn. De gratie werd haar in juni 2023 verleend. Ze werd naar de kraj Primorje in het uiterste oosten van Rusland gevlogen en overgedragen aan de lokale autoriteiten.
- Gemeinsame Normdatei: 1234190966
- Virtual International Authority File: 86162238558813810008